# Die lustige Tante
Die lustige Tante ist ein Verwandlungsbilderbuch des deutschen Kinderbuchautors und Illustrators Lothar Meggendorfer aus dem Jahr 1891. Das Buch besteht ausschließlich aus beweglichen Bildern und kommt ganz ohne Text aus.

## Inhalt
Bei Meggendorfers Die lustige Tante handelt es sich um ein sogenanntes Mix-and-Match-Buch, bei dem sich Figuren durch horizontale Einschnitte der Seiten chimärenhaft auf unterschiedliche Weise kombinieren lassen. Jede Seite besteht dabei aus drei unabhängig voneinander beweglichen Teilen. So lassen sich rund 700 Figuren aus der bürgerlichen Welt des 19. Jahrhunderts zusammensetzen – durch den Wechsel der Klappen entstehen immer wieder neue Varianten: Das Gesicht der alten Magd erfährt eine Frischzellenkur, das einfache Hausmädchen trägt plötzlich einen eleganten Hut und steht inmitten von Rosen.

## Besonderheit
Lothar Meggendorfer gilt vielen „Papieringenieuren“ als Erfinder des Pop-up-Buchs, der mit seiner Kunst der Buchgattung des „Spielbuchs“ zum Durchbruch verhalf. Originale seiner ausgeklügelten Bücher erzielen vor allem in den USA auf dem Antiquariats-Markt hohe Preise.

## Referenzen
Die lustige Tante ist in dem literarischen Nachschlagewerk 1001 Kinder- und Jugendbücher – Lies uns, bevor Du erwachsen bist! für die Altersstufe 3–5 Jahre enthalten.

## Ausgaben
- Die lustige Tante: Ein komisches Verwandlungsbilderbuch. Verlag Schreiber, 1891 (librarything.com).
- Die lustige Tante (Esslinger Reprint): Ein komisches Verwandlungsbuch. Esslinger Verlag J. F. Schreiber, 2007.